# Lazarovci
Lazarovci (macedónul: Лазаровци) település Észak-Macedóniában, a Délnyugati körzet Kicsevói járásában.

## Népesség
| Lakosok száma | 153  | 168  | 151  | 166  | 138  | 118  | 110  | 88   | 90   |
|               | 1948 | 1953 | 1961 | 1971 | 1981 | 1991 | 1994 | 2002 | 2021 |

2002-ben 88 lakosa volt, akik mindannyian macedónok.